# 三田 (川崎市)
三田（みた）は、神奈川県川崎市多摩区の地名。現行行政地名は三田1丁目から三田5丁目。住居表示未実施区域。

## 地理
多摩区の南西部に位置し、南に長沢、南西に南生田、西に栗谷、北に生田、東に東三田、南東に枡形・宮前区菅生と接している。

### 地価
住宅地の地価は、2025年（令和7年）1月1日の公示地価によれば、三田1丁目17番6外の地点で26万2000円/m²、三田3丁目3番2の地点で22万8000円/m²となっている。

## 歴史

### 沿革
- 1967年（昭和42年） - 土地区画整理事業[8]により、生田の一部を分離し、三田1丁目から三田5丁目を新設。
- 1972年（昭和47年）4月1日 - 川崎市が政令指定都市に指定され、多摩区が設立。川崎市多摩区三田（1〜5丁目）となる[5][9]。

## 世帯数と人口
2025年（令和7年）6月30日現在（川崎市発表）の世帯数と人口は以下の通りである。
| 丁目      | 世帯数    | 人口    |
| --------- | --------- | ------- |
| 三田1丁目 | 1,748世帯 | 2,909人 |
| 三田2丁目 | 809世帯   | 1,255人 |
| 三田3丁目 | 547世帯   | 1,020人 |
| 三田4丁目 | 1,353世帯 | 2,434人 |
| 三田5丁目 | 135世帯   | 251人   |
| 計        | 4,592世帯 | 7,869人 |

### 人口の変遷
国勢調査による人口の推移。
| 年                 | 人口  |
| ------------------ | ----- |
| 1995年（平成7年）  | 8,627 |
| 2000年（平成12年） | 8,758 |
| 2005年（平成17年） | 8,535 |
| 2010年（平成22年） | 8,790 |
| 2015年（平成27年） | 8,767 |
| 2020年（令和2年）  | 9,088 |

### 世帯数の変遷
国勢調査による世帯数の推移。
| 年                 | 世帯数 |
| ------------------ | ------ |
| 1995年（平成7年）  | 3,867  |
| 2000年（平成12年） | 4,272  |
| 2005年（平成17年） | 4,418  |
| 2010年（平成22年） | 4,623  |
| 2015年（平成27年） | 4,704  |
| 2020年（令和2年）  | 5,005  |

## 学区
市立小・中学校に通う場合、学区は以下の通りとなる（2022年3月時点）。
| 丁目      | 番・番地等 | 小学校             | 中学校             |
| --------- | ---------- | ------------------ | ------------------ |
| 三田1丁目 | 全域       | 川崎市立三田小学校 | 川崎市立生田中学校 |
| 三田2丁目 | 全域       | 川崎市立三田小学校 | 川崎市立生田中学校 |
| 三田3丁目 | 全域       | 川崎市立三田小学校 | 川崎市立生田中学校 |
| 三田4丁目 | 全域       | 川崎市立三田小学校 | 川崎市立生田中学校 |
| 三田5丁目 | 全域       | 川崎市立三田小学校 | 川崎市立生田中学校 |

## 経済

### 産業
企業
- 川崎三田郵便局[18]（日本郵政グループ）
- オーケー 生田店[19]
- いなげや 川崎生田店[20]
- クリエイト エス・ディー 川崎三田店[21]
- 示現舎（出版社）

### 事業所
2021年（令和3年）現在の経済センサス調査による事業所数と従業員数は以下の通りである。
| 丁目      | 事業所数  | 従業員数 |
| --------- | --------- | -------- |
| 三田1丁目 | 105事業所 | 709人    |
| 三田2丁目 | 20事業所  | 144人    |
| 三田3丁目 | 14事業所  | 215人    |
| 三田4丁目 | 40事業所  | 635人    |
| 三田5丁目 | 16事業所  | 358人    |
| 計        | 195事業所 | 2,061人  |

#### 事業者数の変遷
経済センサスによる事業所数の推移。
| 年                 | 事業者数 |
| ------------------ | -------- |
| 2016年（平成28年） | 169      |
| 2021年（令和3年）  | 195      |

#### 従業員数の変遷
経済センサスによる従業員数の推移。
| 年                 | 従業員数 |
| ------------------ | -------- |
| 2016年（平成28年） | 1,523    |
| 2021年（令和3年）  | 2,061    |

## 施設
- 川崎市上下水道局水管理センター水道水質課[24]
  - 長沢浄水場
- 川崎市立三田小学校

## その他

### 日本郵便
- 郵便番号 : 214-0034[3]（集配局 : 登戸郵便局[25]）

### 警察
町内の警察の管轄区域は以下の通りである。生田交番は2024年3月31日をもって廃止になり、管轄は向ヶ丘遊園駅前交番、読売ランド駅前交番、長沢交番が分割担当することになった。
| 町丁      | 番・番地等 | 警察署     | 交番・駐在所 |
| --------- | ---------- | ---------- | ------------ |
| 三田1丁目 | 全域       | 多摩警察署 | 長沢交番     |
| 三田2丁目 | 全域       | 多摩警察署 | 長沢交番     |
| 三田3丁目 | 全域       | 多摩警察署 | 長沢交番     |
| 三田4丁目 | 全域       | 多摩警察署 | 長沢交番     |
| 三田5丁目 | 全域       | 多摩警察署 | 長沢交番     |